# Gouania ulmifolia
Gouania ulmifolia är en brakvedsväxtart som beskrevs av William Jackson Hooker och Arn.. Gouania ulmifolia ingår i släktet Gouania och familjen brakvedsväxter. Inga underarter finns listade i Catalogue of Life.